# BMW 321
La BMW 321 est une voiture du constructeur BMW produite entre 1939 et 1950 en remplacement de la BMW 320 de 1937. Comme cette dernière, elle repose sur une version raccourcie du châssis de la BMW 326 de 1936 et reprend son esthétique ainsi que le moteur M78 (en). La différence majeure entre les modèles 320 et 321 réside dans la suspension du nouveau modèle, qui dérive de la BMW 326 au-lieu de reprendre le système plus ancien des BMW 303. 

## Histoire
En janvier 1939, la 320 est remplacée par la BMW 321. Elle a reçu le moteur six cylindres en ligne de 2,0 litres de la version précédente, inchangé. Les carrosseries étaient plus larges de 110 mm. L’essieu avant provenait désormais de la type 326. Un changement était que les portes étaient articulées vers l’arrière plutôt que vers l’avant comme auparavant. Ces portes facilitaient l’accès pour le conducteur et les passagers et elles étaient modernes pour l’époque. Un toit ouvrant Golde était proposé en option pour la berline.
La berline coûtait 4 800 Reichsmark (5 100 Reichsmark avec le toit ouvrant) et le cabriolet 5 650 Reichsmark.

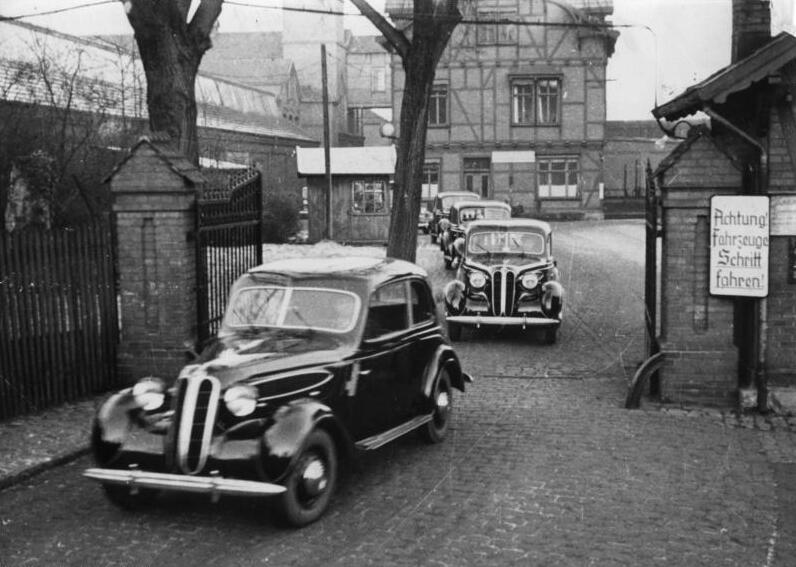
Une BMW 321/2 qui quitte l’usine Awtowelo à Eisenach, décembre 1948

3 697 exemplaires ont été construits en trois ans. La production a été interrompue en 1941 en raison de la guerre.
| Chiffres de production | Années | 1938 | 1939  | 1940 | 1941 | Total |
| ---------------------- | ------ | ---- | ----- | ---- | ---- | ----- |
| BMW 321                |        | 55   | 3.073 | 490  | 79   | 3.697 |

De 1945 à 1950, le modèle fut de nouveau produit à Eisenach, cette fois sous le nom de BMW 321/2 sous la direction de la société par actions soviétique Awtowelo.